# 657 a.C.

## Eventos
- As cidades de Abdera,[Nota 1] Lâmpsaco,[Nota 2] e Clazómenas são re-fundadas.[1][Nota 3]
- Nabucodonosor, rei da Assíria, derrota Arfaxade, rei dos Medos, segundo o livro de Judite. Ussher interpreta estes nomes como sendo Saosduquino, rei assírio da Babilônia, que teria derrotado Deioces, rei dos Medos.[2]

## Mortes
- Deioces, rei dos Medos, em batalha contra Saosduquino. Ele foi sucedido por seu filho Fraortes.[2]